# Ivan Murray Johnston
Ivan Murray Johnston (28 de febrero de 1898 - 31 de mayo de 1960) fue un botánico estadounidense.

## Biografía
Había nacido en el año 1898. Estudió entre 1916 y 1919 en el Pomona College en Claremont (California). Durante sus estudios comenzó a colectar plantas incluyendo pastos en el sur de California y sobre todo en el Condado de Los Ángeles desarrollando una especial preferencia por las plantas de pantanos. Su talento fue descubierto rápidamente y bien estimulado por Samuel Parish. 
En 1925 se trasladó a Boston a continuar sus estudios en Harvard University, quedándose allí hasta su muerte en 1960. 
Las plantas colectadas en California se conservan en the Rancho Santa Ana Botanic en Claremont, las colecciones de Massachusetts están actualmente en el Gray Herbarium de la Universidad de Harvard. 
En Harvard, Johnston se especializó en la familia Boraginaceae escribiendo una serie de 31 artículos científicos intitulados Studies into the Boraginaceae; reconoció 215 taxa nuevos, 10% corresponden a boragináceas. 

## Honores
Se le dedicaron diversas especies:
- Arabis johnstonii,
- Galium johnstonii
- Mimulus johnstonii,

y sendos géneros de Rutaceae: Johnstonella. 
y una Brassicaceae Ivania
- La abreviatura «I.M.Johnst.» se emplea para indicar a Ivan Murray Johnston como autoridad en la descripción y clasificación científica de los vegetales.[1]